# Freycenet-la-Cuche
Freycenet-la-Cuche é uma comuna francesa na região administrativa de Auvérnia-Ródano-Alpes, no departamento de Alto Loire. Estende-se por uma área de 16 km². Em 2010 a comuna tinha 107 habitantes (densidade: 6,7 hab./km²).